# هیروتسوگو کاکوی
هیروتسوگو کاکوی (ژاپنی: 栫 大嗣؛ زادهٔ ۱۰ ژوئیهٔ ۱۹۸۷) یک بازیکن فوتبال اهل ژاپن است.
از باشگاه‌هایی که در آن بازی کرده‌است می‌توان به باشگاه فوتبال ساگان توسو اشاره کرد.